# Naturpark Raab-Őrség-Goričko
Der Naturpark Raab-Őrség-Goričko ist ein dreiländerübergreifender Naturpark in Österreich, Ungarn und Slowenien im Dreiländereck der Region.

## Geographie
Der Park bildet sich aus dem österreichischen Naturpark Raab, dem ungarischen Nationalpark Őrség (Őrségi Nemzeti Park), und dem slowenischen Goričko (Krajinski Park Goričko).
Der Naturpark umfasst 7 Gemeinden mit einer Fläche von 142,13 km² in Österreich, 28 Gemeinden mit 440 km² in Ungarn und 11 Gemeinden mit 462 km² in Slowenien.

## Sehenswürdigkeiten und Infrastruktur
Denkmäler und Museen:
- Gedenkraum 1664 auf dem Schlösslberg bei Mogersdorf – ein Museum im Kreuzstadel mit Objekten und Informationen (in Form einer Multimedia-Installation) zu den Türkenkriegen
- Gedenkstätte Schlösslberg – entworfen von Ottokar Uhl[3]
- Annakapelle Mogersdorf, erbaut um 1670
- Das weiße Kreuz (Türkenkreuz) ist ein in Europa einzigartiges Denkmal, welches 1840 errichtet wurde und speziell an die 1664 gefallenen türkischen Soldaten erinnert[4].
- Dreiländerecke (bei Sankt Martin an der Raab, Tromejnik) –  Grenzberg Österreich–Slowenien–Ungarn mit Dokumentationsstätte
- Dreiländerecke (bei Sankt Anna am Aigen) – Grenzberg Burgenland–Steiermark–Slowenien, mit Maria-Theresien-Stein

Sonstige:
- Aussichts- und Glockenturm am Stadelberg (Sotinski breg)
- Natura-2000-Gebiet Ledavsko jezero

Teil des Parks ist der Friedensweg, ein Themenweg, der an die bewegte Geschichte der Region erinnert: In der Schlacht bei Mogersdorf am 1. August 1664 besiegte ein christliches Heer aus österreichischen, deutschen und französischen Truppen am Raabfluss die Türken und verhinderte damit die weitere Ausbreitung des osmanischen Reiches.

Durch den Park führen unter anderem auch der Ostösterreichische Grenzlandweg (Österreichischer Weitwanderweg 07) und der Burgenland-Weitwanderweg. 

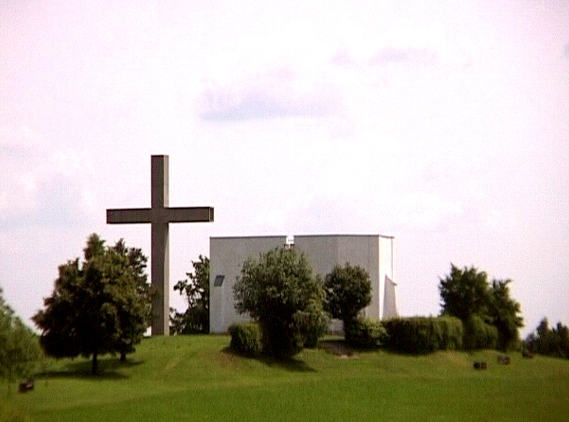
Gedenkstätte Schlösslberg
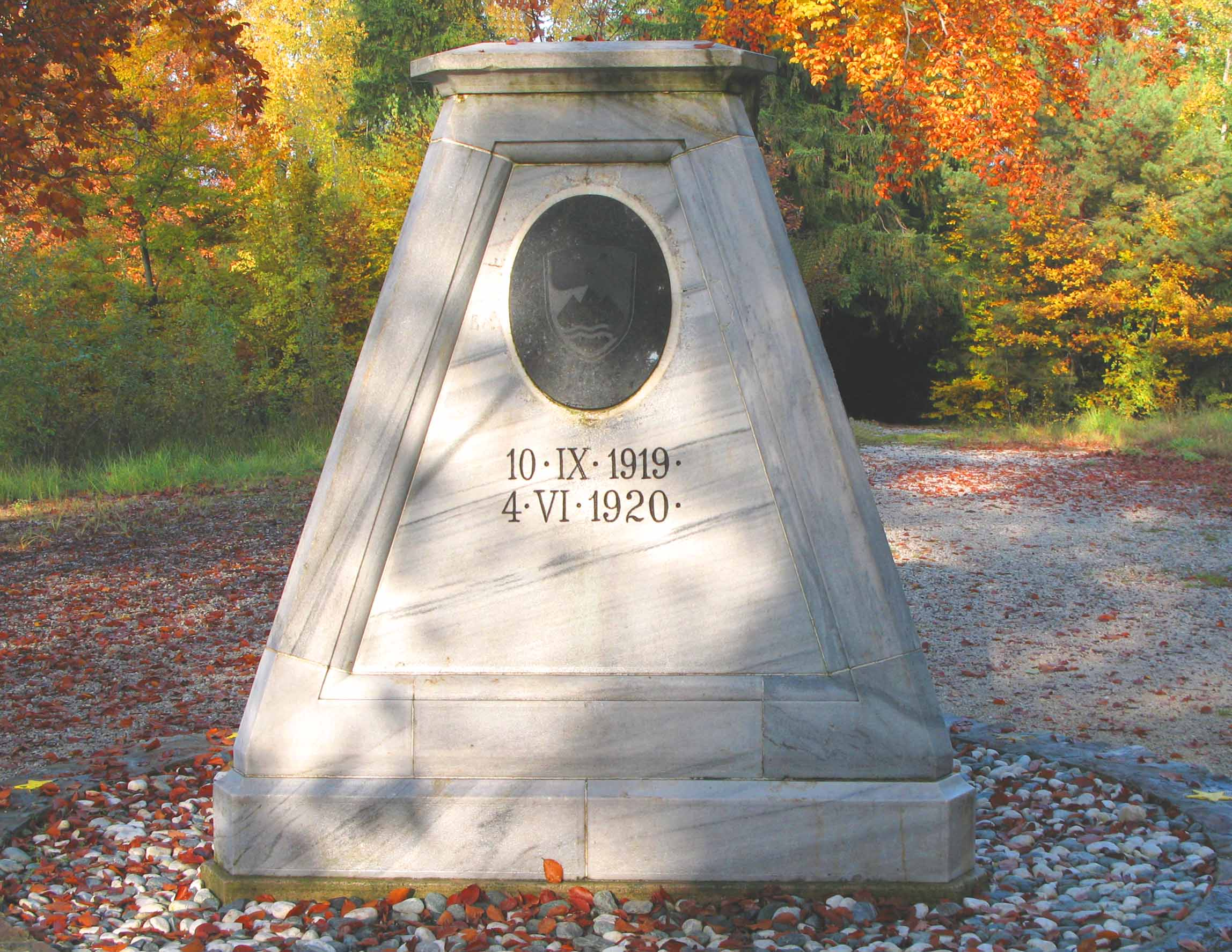
Gedenkstein auf der Dreiländerecke / Tromejnik
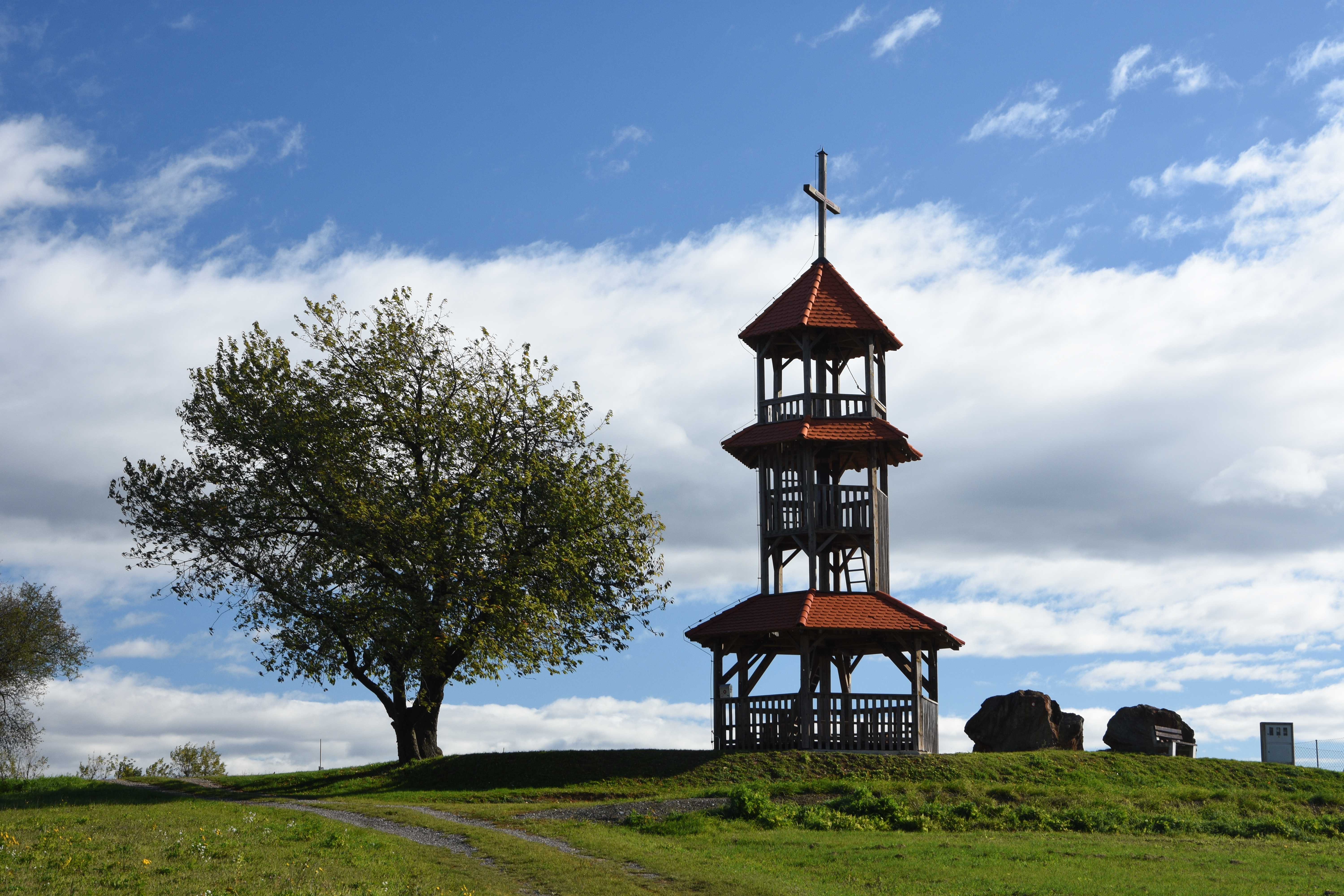
Aussichtswarte Stadelberg – Goričko
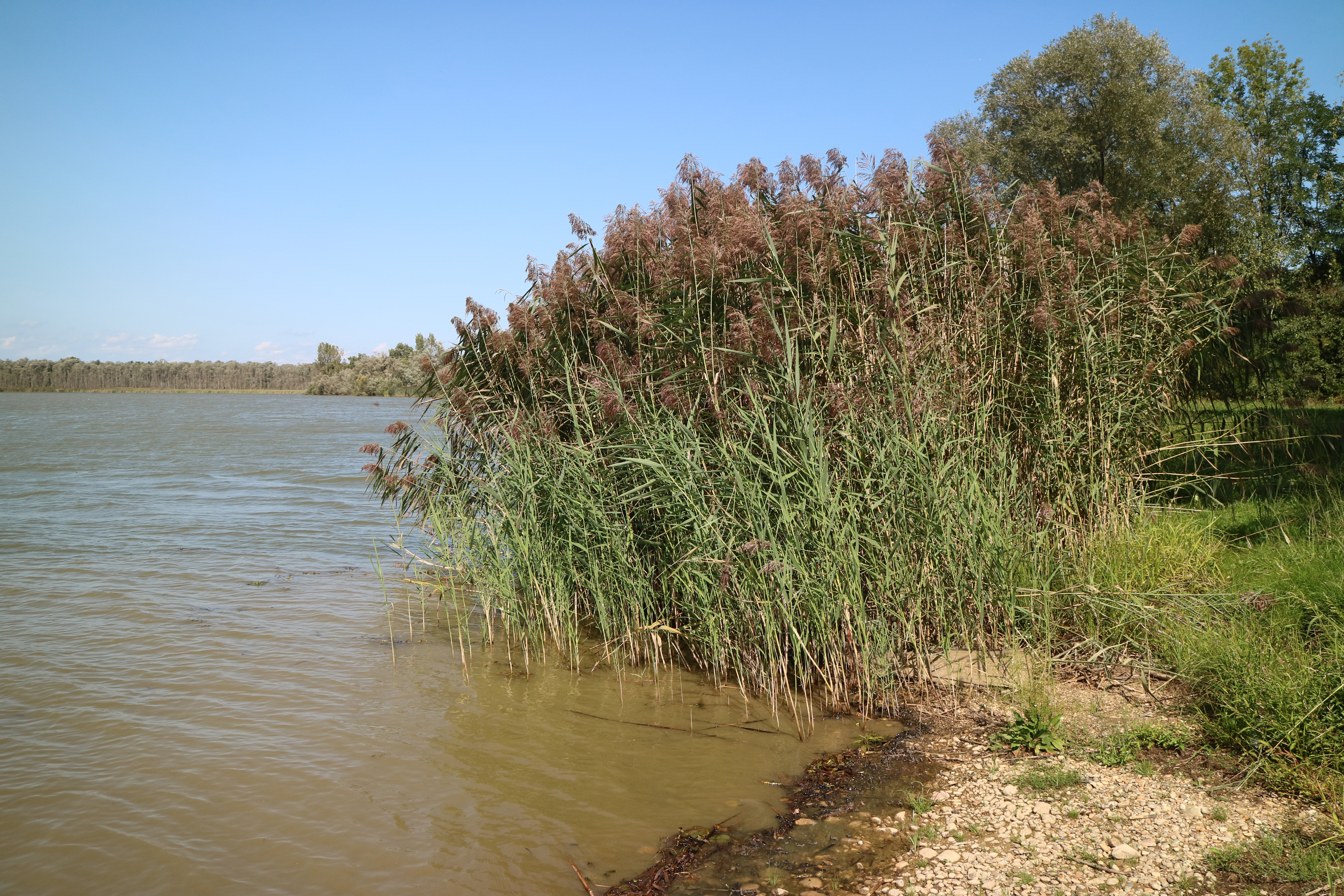
Am Ledavsko jezero
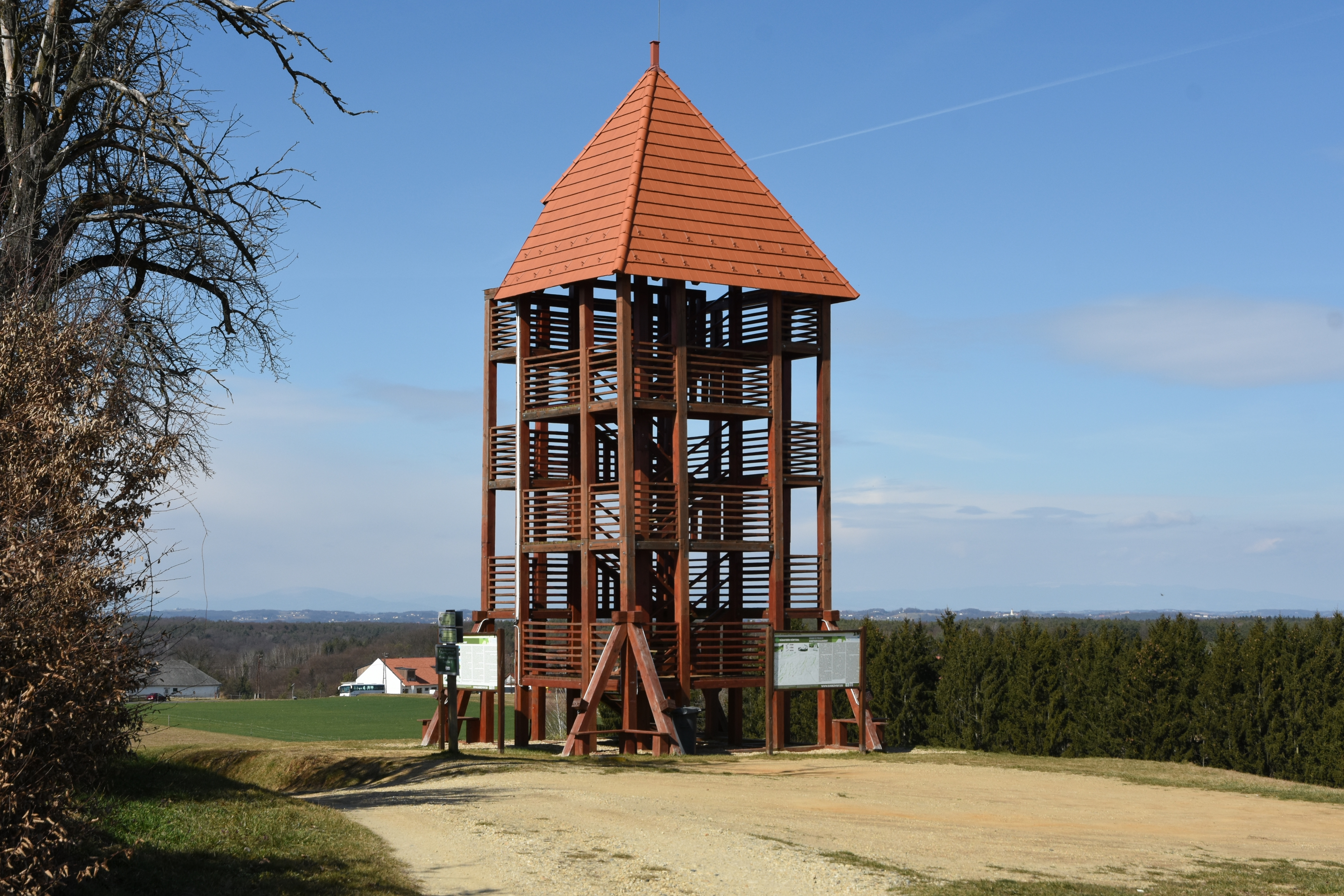
Aussichtswarte Kétvölgy